# Pępawa dwuletnia
Pępawa dwuletnia (Crepis biennis L.) – gatunek rośliny należący do rodziny astrowatych. 

## Zasięg geograficzny
Występuje w całej niemal Europie, jako gatunek zawleczony rozprzestrzenił się także w Ameryce Północnej. Występuje tutaj w niektórych stanach USA i Kanady. W niektórych krajach świata jest uprawiany. W Polsce gatunek bardzo pospolity zarówno na niżu, jak i w niższych położeniach górskich. W górach rośnie po piętro kosodrzewiny. Nie występuje tylko w niektórych rejonach na północy.

## Morfologia
ŁodygaWzniesiona, rozgałęziona, dołem czasami czerwonawo nabiegła. Wysokość 30-120 cm. Jest sztywno owłosiona lub naga.
LiścieUlistnienie skrętoległe. Liście o bardzo zmiennym kształcie. Najczęściej dolne liście pierzasto-wcinane, górne niepodzielone, czasami wszystkie niepodzielone. Uszkowatą nasadą obejmują łodygę. Liście górne pojedyncze, wąskolancetowate lub równowąskie.
KwiatyWszystkie, języczkowate, zebrane w koszyczki o długości ponad 15 mm, tworzące baldachokształtne wiechy. Szypułki kwiatostanowe są w górnej części nieco zgrubiałe. Listki okrywy w 2 szeregach, zewnętrzne są odstające, szare i porośnięte filcowatymi włoskami. Kwiaty żółte, szyjka słupka równie żółta.
OwocBrunatne niełupki o długości 5-13 mm z 10-13 podłużnymi żeberkami i śnieżnobiałymi, giętkimi i niepierzastymi włoskami puchu kielichowego, u góry zwężone.

## Biologia i ekologia
RozwójRoślina dwuletnia, hemikryptofit. Kwitnie od czerwca do września, jest owadopylna, ma przedprątne kwiaty. Nasiona rozsiewane są przez wiatr.
SiedliskoRowy, przydroża, pastwiska, łąki, szczególnie na glebach gliniastych i żyznych. W klasyfikacji zbiorowisk roślinnych gatunek charakterystyczny dla związku (All.) Arrhenatherion. Liczba chromosomów 2n = 6.
GenetykaLiczba chromosomów 2n = 6.

## Galeria obrazkowa

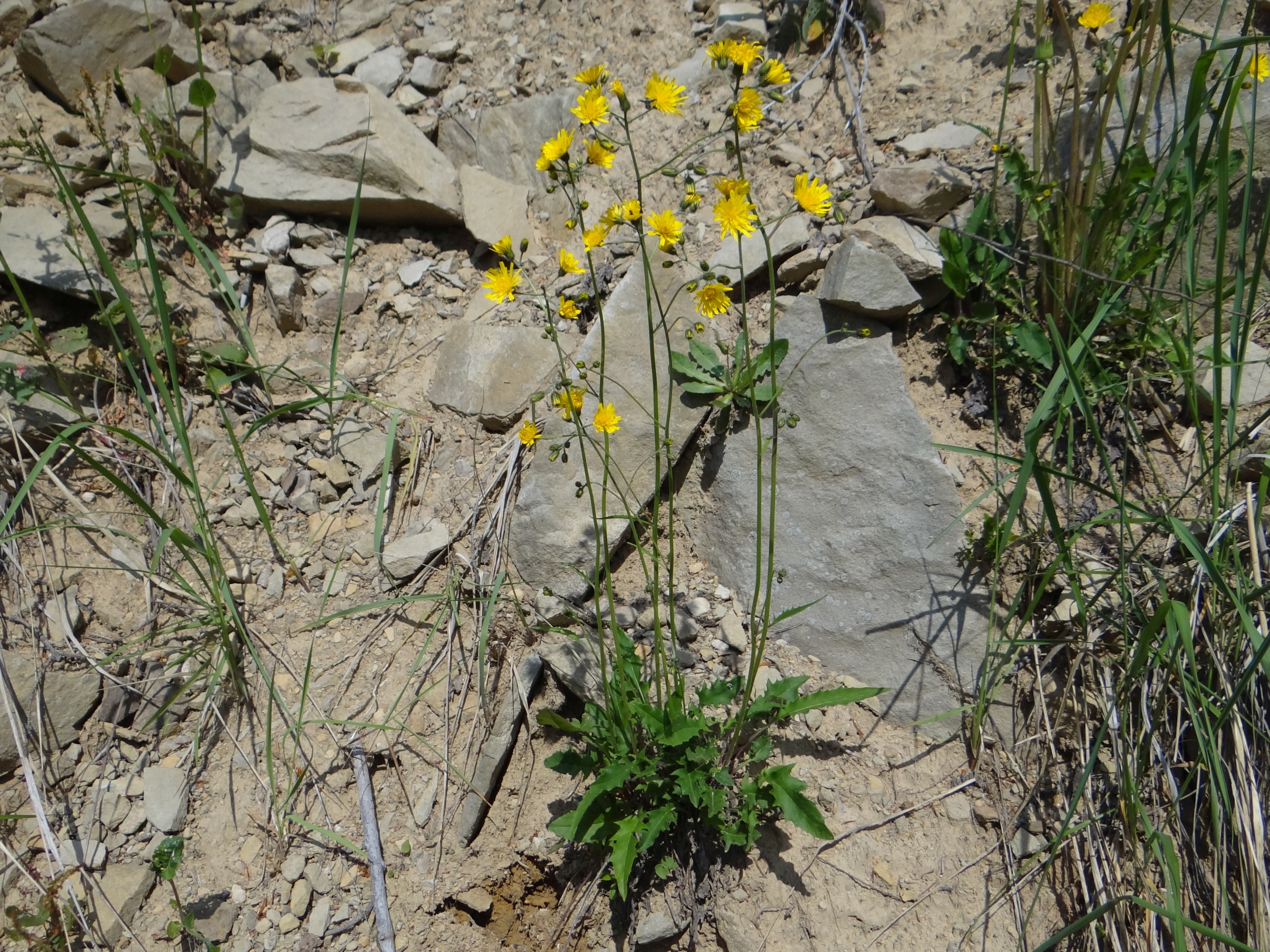
Pokrój
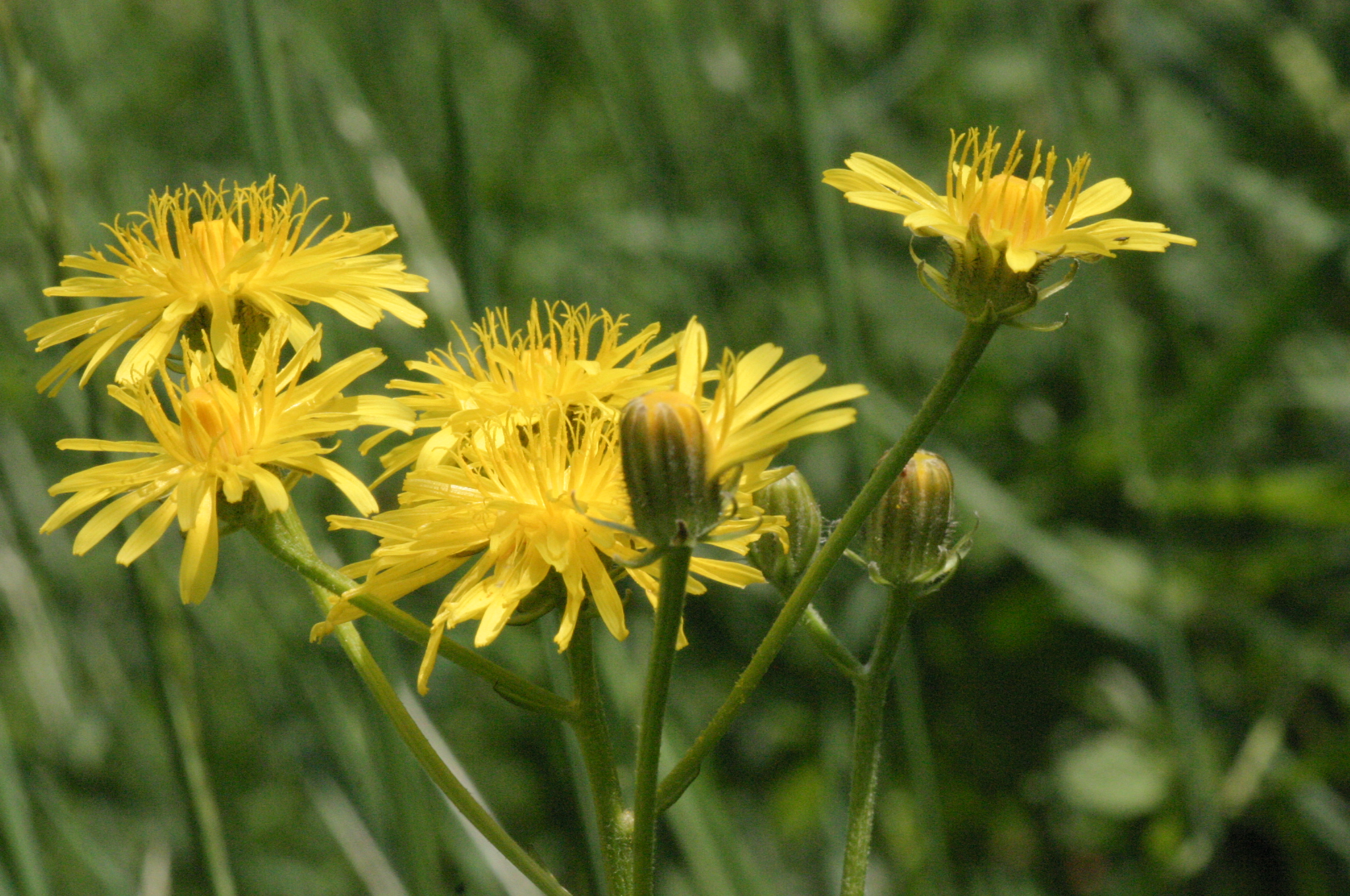
Kwiatostany
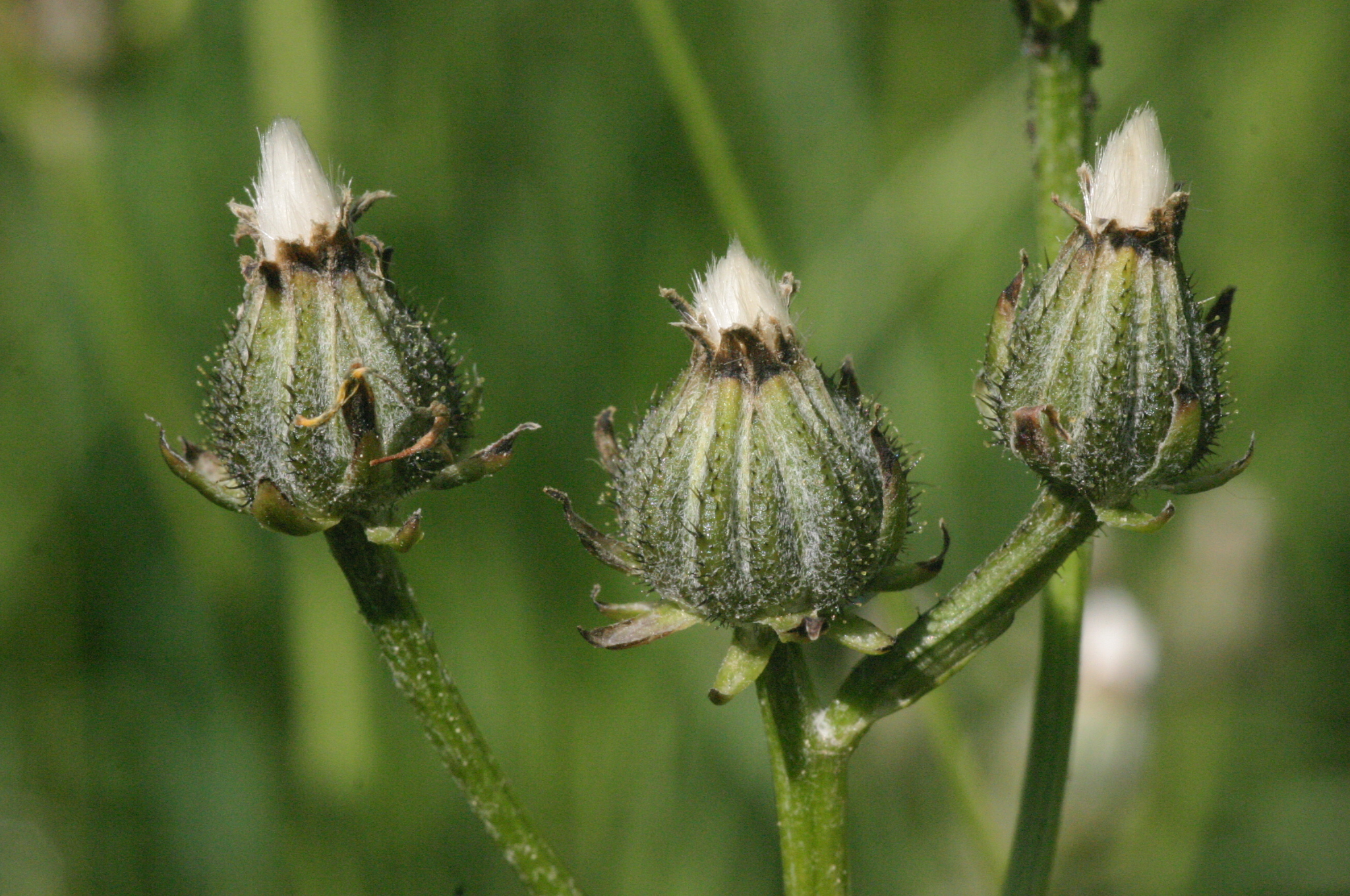
Koszyczki po przekwitnięciu